# FB MSBS Grot
Le FB MSBS Grot (en polonais : Modulowy System Broni Strzeleckiej kalibru 5,56 mm, en français: Système modulaire d'armes légères de calibre 5.56 mm) est un fusil d'assaut modulaire développé et fabriqué par Fabryka Broni Radom. 
Le nom Grot (littéralement : pointe de flèche) a été ajouté au MSBS après l'adoption officielle du fusil par les forces armées polonaises. 
Il existe deux configurations de base du fusil basées sur un receveur supérieur commun ; une disposition conventionnelle et une disposition bullpup. Grâce à sa variété de modules, les deux configurations peuvent être facilement configurées en fusil d'assaut, carabine, DMR (arme destinée à l'appui feu via des tirs précis) ou mitrailleuse légère d'appui. Le fusil peut également être chambré en calibre 7,62 × 39 mm.

## Histoire
Le fusil actuellement en dotation au sein des forces armées polonaises est le kbs wz. 96 Beryl, développé à partir de l'AKM. Cependant, malgré diverses mises à niveau, le Beryl est désormais considéré à la fois dépassé vis-à-vis de la plupart des armes actuelles et impossible à améliorer davantage. Pour cette raison, le travail sur une toute nouvelle famille de fusils d'assaut a commencé en Pologne. 
Le fusil est en développement depuis 2007 par la WAT (Military Academy of Technology) de Varsovie en coopération avec l'armurier FB Radom. L'arme fonctionnerait selon des mécanismes internes complètement nouveaux. Aucune autre information n'a cependant été divulguée. La conception externe a été conçue par une équipe différente (Adam Gawron, Bartosz Stefaniak, Grzegorz Misiołek, Maciej Sajdak) travaillant aux côtés d'ingénieurs en mécanique,. 
Au SHOT Show 2015, les représentants de Łucznik ont déclaré qu'en 2015, ils prévoyaient d'ouvrir une usine au Texas et de mettre le MSBS à la disposition des clients américains, peut-être dès décembre 2015 
L'un des principaux avantages d'un système d'armes modulaire est la logistique simplifiée, en raison des pièces interchangeables entre les différents types d'armes, ce qui demande un stock moins important de pièces détachées, et donc une gestion simplifiée de l'entretien. Si nécessaire, un soldat peut sacrifier, par exemple, un fusil d'assaut standard pour réparer une mitrailleuse légère. Un autre avantage peut inclure la facilité de changement de canon, comme on le trouve sur le Steyr AUG. Cela signifie qu'un soldat peut être en mesure d'adapter son fusil en fonction de l'environnement dans lequel il se trouve, comme convertir une carabine en DMR, pour pouvoir engager des cibles à une plus grande portée, si la situation l'exige. Les avantages de cette fonctionnalité permettent à une équipe d'avoir moins d'armes uniques. 
En février 2018, le 42e Bataillon d'infanterie légère de l'armée de terre polonaise est devenu la première unité opérationnelle à recevoir le fusil. 

## Variantes

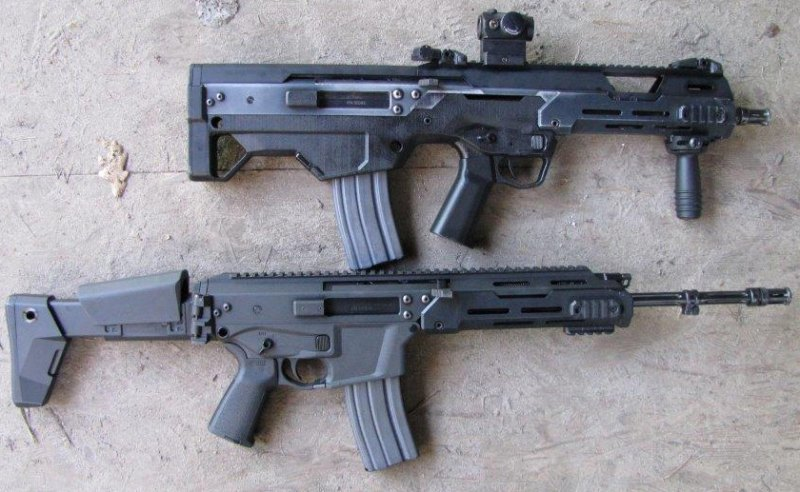
Le MSBS Grot B (en haut) et MSBS Grot C (en bas).

Les variantes suivantes ont été conçues sur la base des demandes des forces armées polonaises de remplacer les armes à feu actuellement utilisées telles que les lance-grenades Pallad, les AKM, les FB Beryl et FB Mini-Beryl. 
Le MSBS GROT est un fusil d'assaut modulaire à tir sélectif qui est capable de tirer en rafale semi-automatique, à 3 coups et en automatique. Il a une cadence de tir d'environ 700–900 coups par minute. 
- MSBS Grot C (polonais : klasyczny, anglais : classic) est la variante classique du fusil chambré en 5,56 × 45 mm OTAN ou 7,62 × 39 mm avec crosse repliable et rétractable[7].

- MSBS Grot B (polonais : bezkolbowy, anglais : bullpup) est la variante bullpup du fusil chambré en cartouche 5,56 × 45 mm OTAN.

- MSBS Grot R est la variante représentative de la carabine conçue pour être utilisée par le régiment de la Garde d'Honneur polonais. Il a été adapté pour tirer à blanc et résister aux exercices. Grâce à la modularité du fusil, le canon peut facilement être échangé pour tirer des balles réelles.

Les variantes Classic et Bullpup sont proposées dans 5 configurations différentes et comportent de nombreuses pièces interchangeables communes et peuvent être converties de l'une à l'autre,: 
- Fusil d'assaut - une configuration standard de fusil d'assaut avec un canon de 16" (410 mm).
- Fusil d'assaut avec lance-grenades sous canon - similaire à la configuration du fusil d'assaut mais avec un lance-grenades de calibre 40 mm équipé.
- Carabine - une variante pourvue d'un canon court de seulement 10" (250 mm).
- Carabine avec lance-grenades sous canon - similaire à la configuration carabine mais avec un lance-grenades de 40 mm équipé.
- Arme automatique d'escouade - variante destinée à l'appui feu via des rafales de tirs soutenues. Etant donné l'échauffement du canon après des tirs répétés, cette version est équipée d'un canon lourd de 16" (410 mm).
- Fusil de tireur d'élite (DMR) - variante équipée d'un canon de 16" (410 mm) et un bloc détente à deux étages.

Depuis que l'armée polonaise a commandé 53 000 fusils d'assaut MSBS, Fabryka Broni a introduit une désignation de nom militaire pour la série MSBS. 
Grot - Après l'adoption officielle du fusil par les forces armées polonaises, le nom Grot a été ajouté. 
C, B, R - variantes, classic, bullpup ou representative. 
10, 16, 20 - longueurs de canon, en pouces. 
G, M, PS - configurations, fusil d'assaut avec lance-grenades, mitrailleuse légère, fusil de tireur d'élite. 
FB - Fabryka Broni, le fabricant de ce système d'armes. 
M (x) - nombre de séries (x représente la génération, par exemple, M1 signifie première génération) 
Dans ce cas, MSBS Grot C 16 FB-M1 signifie fusil d'assaut en variante classique de la première série fabriquée par Fabryka Broni. Le nom Grot signifie pointe de flèche en polonais et fait référence au pseudonyme du général Stefan Rowecki.

## Dérivé MSBS-762N
Le MSBS-7.62N est un fusil de précision semi-automatique / DMR chambré en 7,62 × 51 mm OTAN.
Le projet MSBS-762N a débuté fin 2015 lorsque les militaires polonais de la défense ont annoncé des travaux d'analyse pour le programme de remplacement de leur fusil de précision SVD Dragunov hérité de la guerre froide et de complément des fusils de précision à verrou TRG-22 et Tor actuellement en service. Il était dirigé par une équipe conjointe d'ingénieurs de la Fabryka Broni Łucznik-Radom et de la Wojskowa Akademia Techniczna (WAT). 
Le MSBS-762N a deux configurations différentes; l'un avec un canon de 508 mm (20 pouces) et une crosse réglable fixe, et l'autre avec un canon de 406 mm (16 pouces) et une crosse réglable repliable sur le côté du MSBS Grot C. Les deux configurations font partie de la famille MSBS et certaines parties du fusil, telles que la crosse, le garde-main, la poignée pistolet et la gâchette, sont interchangeables entre les modèles de calibre 5,56 mm et 7,62 mm,. 
Le MSBS-762N est conçu comme un fusil semi-automatique, mais les ingénieurs du projet ont déclaré qu'une configuration entièrement automatique peut être développée si nécessaire. 
En septembre 2019, le MSBS-762N a été officiellement présenté au MSPO 2019.

## Utilisateurs

### Utilisateurs actuels
- Pologne  : environ 800 MSBS Grot R 20 FB-M1 et MSBS Grot R 20 FB-M2 sont en service ou sur commande, et environ 53 000 MSBS Grot C 16 FB-M1 sont en commande. Certains d'entre-eux seront équipés d'un lance-grenades[12],[13],[1]. 
  - Armée de Terre : premier lot livré le 30 novembre 2017[14].
  - Gardes frontières : premier lot livré le 21 décembre 2018[15].
- Ukraine : 10 000 Grot C16A2[16],[17],[18]

### Utilisateurs potentiels
- Pakistan: En 2017, Pakistan Ordnance Factories est entrée en discussion avec Polska Grupa Zbrojeniowa pour une possible coopération, plus particulièrement dans le domaine des armes légères. L'armée pakistanaise souhaite en effet remplacer ses vieux fusils G3 allemands et Type 56 chinois[19].

### Contrats sans suite
- Estonie: FB Radom s'est qualifié dans le programme de remplacement des armes individuelles des forces de défense estoniennes, mais n'a pas réussi à faire partie des 4 finalistes[20],[21].
- France: FB Radom faisait partie de l'essai en vue de l'équipement des forces armées françaises en nouvelles armes individuelles, mais a perdu au profit du Heckler & Koch HK416.

## Voir également
- Liste des armes à feu Bullpup
- Liste des fusils d'assaut

## Autres sources
- (en polonais) Pierwszy pokaz MSBS-5,56 in: Altair, 12 décembre 2009
- (en polonais) Nowa polska broń – MSBS-5,56 in: Altair, 15 December 2009
- (en polonais) MSBS-5,56 już strzela in: Altair, 16 December 2009
- (en polonais) Rodzina MSBS-5.56 W Czerwcu in: Altair, 22 March 2010
- (en polonais) Nowy MSBS-5,56 in: Altair, 9 août 2010
- (en polonais) MSBS-5,56 w nowej szacie in: Altair, 5 October 2010
- (en polonais) Giwera przyszłości in: Polska zbrojna, 30 décembre 2008
- (en polonais) MSBS-5,56 w Pułtusku in: Altair, 4 juin 2011
- (en polonais) MSBS do amunicji 7,62mm x 39 in: Altair, 21 September 2014
- (en polonais) Prototypy karabinów MSBS-7,62 na MSPO in Altair, 9 January 2016